# Obecní noviny (časopis)
Obecní noviny je interní neprodejné periodikum (časopis) vydávaný Židovskou obcí v Praze (ŽOP). Tiskovina je primárně určena pro členy ŽOP. První číslo Obecních novin vyšlo v únoru 2004 jako náhrada tiskoviny, jež se nazývala „Informace ze života pražské židovské obce“. Za vznikem Obecních novin stál tehdejší předseda ŽOP Tomáš Jelínek.  První šéfredaktorkou tohoto periodika byla novinářka a spisovatelka Jana Dráská,  která záhy přizvala ke splupráci Lídu Sidejovou a Janu Klimentovou. Dalším šéfredaktorem Obecních novin (po dovolání Tomáše Jelínka v roce 2005) byl Milan Kalina. Ten vedl redakci Obecních novin až do roku 2011. Od listopadu roku 2011 funkci šéfredaktora (a grafika v jedné osobě) převzal (na žádost ŽOP) bohemista, polonista a fotograf Petr Balajka.
Obecní noviny mají grafickou podobu poplatnou korporátnímu designu ŽOP, vycházejí jak v tištěné, tak i elektronické podobě (na web. stránkách ŽOP v sekci s omezeným přístupem). Časopis se věnuje zejména klíčovým aktivitám Židovské obce pražské. Některé pravidelné rubriky:
- Káva o čtvrté – pravidelné informace o posezení s osobnostmi z umělecké, vědecké, ekonomické či duchovní sféry;
- Zprávy z reprezentace – obsahuje tiskové informace z vedení ŽOP;
- Psychokoutek paní Goldy - pravidelný koutek spisovatelky a psycholožky Zuzany Petrové, která se na ŽOP stará o seniory a přeživší holocaust;
- Úvahy nad Sidurem - polemiky a komentáře nad židovskou modlitební knihou (zde publikuje bývalý pražský rabín Karol Efraim Sidon); [p 3]
- Zprávy z rabinátu - informuje čtenáře Obecních novin o všech významných akcích, na kterých se podílel pražský rabinát;
- Mazl Tov - zveřejňuje jména a data narození nejstarších členů ŽOP, kteří slaví v konkrétním měsíci narozeniny. (Členové ŽOP musí splňovat věkový limit 80 let, aby mohli být v této rubrice zmíněni.) Tato rubrika obsahuje citlivé informace a je příčinou, proč nejsou Obecní noviny určeny k volné distribuce mezi nečleny ŽOP.[1]

Každé číslo Obecních novin obsahuje volně vloženou přílohu „Rabínský list“. Tato příloha obsahuje nejrůznější příběhy a polemiky týkající se židovské víry. Obecní noviny také dávají prostor Lauderovým školám. Tiskové oddělení těchto škol dodává každý měsíc do Obecních novin dvoustranu popisující činnost a úspěchy studentů. Pod rubrikou Mazl Tov bývají zveřejňovány nekrology nebo vzpomínky na nedávno zemřelé členy ŽOP. Dále obsahují Obecní noviny i kulturní program Židovského muzea v Praze.
Články uveřejňované v Obecních novinách nejsou honorované, většinu textových příspěvků zpracovává sám Petr Balajka. V roce 2015 vycházely Obecní noviny za přispění ŽOP a Nadačního fondu obětem holocaustu (NFOH). Obecní noviny jsou sice interní tiskovinou ŽOP, ale jednotlivá čísla (od roku 2005) jsou ukládána v Národní knihovně České republiky.